# مزار (نغار بردسير)
مزار (بالفارسية: مزار) هي قرية تقع في إيران في البلدة المركزية.